# Pavel Aleksandrovič Jefremov
Pavel Aleksandrovič Jefremov, ruski vohun, častnik, novinar in pravnik, * 17. oktober 1939, Novorossisk.

## Življenjepis
Po diplomiranju iz prava na leningrajski Državni univerzi je bil leta 1964 skupaj z drugimi Komsomolovci iz držav Varšavskega pakta poslan na Kubo z namenom naučiti se špansko in izvajati politično agitacijo med Kubanci.
V Havani ga je nagovoril konzul iz sovjetskega veleposlaništva, da naj zaradi svojih vzpostavljenih stikov (med drugim je spoznal Raula Castra, Che Guevaro, princeso Sofijo Uktomskajo, operno pevko Mariano de Gonich,...) prične delati za KGB. Toda Jefremov je zavrnil ponudbo in se je vrnil nazaj v Sovjetsko zvezo; tam je nadaljeval z delom za Komsomol. Toda pozneje so ga prepričali za vstop; leto dni se je šolal na Akademiji Andropov in se nato pridružil Tassu. Leta 1972 je bil pod krinko novinarja poslan v Mehiko. 
Njegovo delo v Mehiki je bilo usmerjeno primarno proti ZDA; tako so podpirali latinsko-ameriške komuniste in nasprotnike Amerike z namenom, da bi destabilizirali ZDA oz. zmanjšali ameriški vpliv na Latinsko Ameriko. 
Leta 1992 je bil upokojen; svojo kariero je nadaljeval kot pravni svetovalec na Vrhovnem sodišču Ruske federacije in kot prevajalec leposlovja.